# Orophea chrysantha
Orophea chrysantha är en kirimojaväxtart som beskrevs av Keßler. Orophea chrysantha ingår i släktet Orophea och familjen kirimojaväxter. Inga underarter finns listade i Catalogue of Life.